# Vitória Sport Clube 2017-2018
Questa voce raccoglie le informazioni riguardanti il Vitória Sport Clube nelle competizioni ufficiali della stagione 2017-2018.

## Rosa
| N. |                       | Ruolo | Calciatore         |
| -- | --------------------- | ----- | ------------------ |
| 1  | Brasile (bandiera)    | P     | Douglas Jesus      |
| 2  | Brasile (bandiera)    | D     | Pedrão             |
| 4  | Portogallo (bandiera) | D     | Marcos Valente     |
| 5  | Brasile (bandiera)    | C     | Rafael Miranda     |
| 6  | Portogallo (bandiera) | D     | João Afonso        |
| 7  | Portogallo (bandiera) | C     | Francisco Ramos    |
| 9  | Brasile (bandiera)    | A     | Welthon            |
| 10 | Capo Verde (bandiera) | C     | Héldon             |
| 14 | Venezuela (bandiera)  | D     | Víctor Hugo García |
| 16 | Perù (bandiera)       | C     | Paolo Hurtado      |
| 17 | Mali (bandiera)       | D     | Falaye Sacko       |
| 19 | Venezuela (bandiera)  | A     | Sebastián Rincón   |
| 20 | Portogallo (bandiera) | D     | João Aurélio       |
| 21 | Brasile (bandiera)    | C     | Mattheus           |
| 22 | Portogallo (bandiera) | A     | Hélder             |
| 23 | Portogallo (bandiera) | D     | João Vigário       |

| N. |                           | Ruolo | Calciatore      |
| -- | ------------------------- | ----- | --------------- |
| 25 | Ghana (bandiera)          | C     | Alhassan Wakaso |
| 26 | Colombia (bandiera)       | A     | Oscar Estupiñán |
| 28 | Portogallo (bandiera)     | C     | Rúben Oliveira  |
| 31 | Sudafrica (bandiera)      | C     | Haashim Domingo |
| 33 | Brasile (bandiera)        | D     | Jubal           |
| 35 | Portogallo (bandiera)     | D     | Dénis Duarte    |
| 36 | Portogallo (bandiera)     | P     | Miguel Oliveira |
| 43 | Ghana (bandiera)          | C     | Joseph Amoah    |
| 45 | Portogallo (bandiera)     | A     | Xande Silva     |
| 49 | Costa d'Avorio (bandiera) | A     | Gadji Tallo     |
| 53 | Costa d'Avorio (bandiera) | D     | Ghislain Konan  |
| 56 | Portogallo (bandiera)     | P     | Miguel Silva    |
| 71 | Portogallo (bandiera)     | A     | Fábio Sturgeon  |
| 80 | Portogallo (bandiera)     | C     | Kiko            |
| 93 | Colombia (bandiera)       | C     | Guilhermo Celis |
| 99 | Brasile (bandiera)        | A     | Rafael Martins  |